# Касьян, Николай Андреевич
Никола́й Андре́евич Касья́н (укр. Мико́ла Андрі́йович Касья́н; 10 апреля 1935 (1937), с. Бережновка, Кобелякский район, Украинская ССР, СССР — 28 октября 2009, Кобеляки, Полтавская область, Украина) — советский и украинский мануальный терапевт. Народный врач СССР (1990).

## Биография
Родился 10 апреля 1935 года (по паспорту — в 1937 году) в селе Бережновка Кобелякского района (ныне Полтавской области Украины) в крестьянской семье.
В 1960 году окончил Харьковский медицинский институт.
С мая 1960 по июнь 1961 года работал заместителем главного врача Толстенского района Тернопольской области. С июня 1961 по апрель 1964 года проходил службу в армии (МООП Целиноградская область, Казахская ССР).
В 1967 году работал главным врачом СЭС в Галиче Ивано-Франковской области, где и познакомился с будущей женой Андрианой Николаевной. В 1964–1969 годах занимал должность главного врача Верхнеднепровской районной СЭС Днепропетровской области. С 1970 по 2002 год работал врачом Лещиновского психоневрологического дома-интерната Кобелякского района.
В 1983 году был делегатом IX Республиканского съезда травматологов-ортопедов, в 1999 — I Всеукраинского съезда медицинских работников, член президиума съезда. Народный депутат СССР.
Вышел на пенсию 2003 году, продолжив принимать пациентов. Лечил проблемы позвоночника. В последний год жизни, из-за плохого состояния здоровья остановил приём пациентов, делая исключение только для детей.
В 2005 году в Кобеляках был открыт Центр мануальной терапии Николая Касьяна. Позже управляющим центра стал приемный сын доктора Ян Касьян.
Умер 28 октября 2009 года в Кобеляках, где и похоронен.

### Семья
- Отец — Андрей Иванович Касьян
- Мать — Наталья Порфирьевна Касьян
- Жена — Андриана Николаевна Касьян
- Дети — три дочери и сын

## Звания и награды
- Заслуженный врач Украинской ССР
- Народный врач СССР (1990)
- Орден князя Ярослава Мудрого IV степени (2007)
- Орден князя Ярослава Мудрого V степени
- Два орден «Знак Почёта»[6]
- Значок «Отличнику здравоохранения» (1982)
- Почётный академик Украинской медицинской стоматологической академии (1995)
- Почётный академик Санкт-Петербургской медицинской академии (1996)
- Почётный доктор медицины Италии
- Орден Святого равноапостольного князя Владимира (УПЦ МП)
- Орден преподобного Нестора Летописца
- Орден Николая Чудотворца (Украинское народное посольство)
- Премия Украинской академии наук (вместе с Золотой медалью Платона) «За выдающиеся достижения в прогрессе общества» (1999)
- Почётный гражданин Кобеляк
- Золотая медаль имени Юрия Гагарина[7]

### Книга рекордов Гиннесса
В 1993 году Н. Касьян попал в Книгу рекордов Гиннесса как человек, что провёл наибольшее количество костоправных операций на протяжении года: 41251 в течение 1990 года (в среднем 113 операций в день).

## Труды
- Касьян Н.А. Мануальная терапия при остеохондрозе позвоночника. — М.: Медицина, 1985. — 98 с.
- Автор изобретения «Методика лечения дегенеративно-дистрофических заболеваний позвоночника по Н. Касьяном» (1987)
- Автор первых методических рекомендаций по мануальной терапии, утверждённых Министерством охраны здоровья СССР (1986)
- Соавтор учебника «Лечебная физкультура и спортивная медицина для студентов вишев (1995).

### Книги
- «Тернисті шляхи костоправа» (1990)
- «Думи мої, думи мої…» (1997)
- «Що було — те було» (2002)
- «Думи мої, думи мої…» дополненное (2004)

## Память
- В ноябре 2009 года улица Ленина в городе Кобеляки была переименована в честь Н. Касьяна. На этой улице в настоящее время работает Центр мануальной терапии имени Н. Касьяна.
- 28 октября 2010 года в центре города Кобеляки, на углу улиц Шевченко и Касьяна был открыт памятник врачу (скульптор С. Гурбанов)[8]